# Banchus ceratura
Banchus ceratura là một loài tò vò trong họ Ichneumonidae.